# Jovan Aćimović
Jovan Aćimović (Belgrád, 1948. június 21. –) jugoszláv válogatott labdarúgó, edző.

## Fordítás
- Ez a szócikk részben vagy egészben  a   Jovan Aćimović című angol Wikipédia-szócikk fordításán alapul.  Az eredeti cikk szerkesztőit annak laptörténete sorolja fel. Ez a jelzés csupán a megfogalmazás eredetét és a szerzői jogokat jelzi, nem szolgál a cikkben szereplő információk forrásmegjelöléseként.